# Punch (film)
Punch je novozélandský dramatický film z roku 2022, který režíroval Welby Ings podle vlastního scénáře. Snímek měl světovou premiéru na Novozélandském mezinárodním filmovém festivalu dne 22. července 2022.

## Děj
17letý Jim Richardson žije v malém městě Pirau a je nadějným boxerem, který trénuje pod přísným dohledem svého otce, alkoholika Stana. Připravují se na Jimův první rozhodující profesionální boj. Když Jim naváže přátelství s maorským spolužákem z Takatāpui jménem Whetu, který tráví dny ve staré chatrči u pláže, a vznikne mezi nimi milostný vztah, jeho život mimo ring se zkomplikuje.

## Obsazení
| Tim Roth         | Stan           |
| Jordan Oosterhof | Jim Richardson |
| Conan Hayes      | Whetu          |
| Abigail Laurent  | Chelsea        |

### Ocenění
- Filmový festival v Glasgow: nominace na cenu diváků
- Filmový festival Tallinn Black Nights: nominace do soutěže filmových debutů